# Jeanne Clelland
Pour les articles homonymes, voir Clelland.
Jeanne Nielsen Clelland (née en 1970)  est une mathématicienne américaine spécialisée en géométrie différentielle et ses applications aux équations différentielles.

## Carrière
Elle est professeure de mathématiques à l’Université du Colorado à Boulder, et auteure d’un manuel sur les cadres mobiles, From Frenet to Cartan: The Method of Moving Frames (Graduate Studies in Mathematics 178, American Mathematical Society, 2017). 
Clelland a obtenu son diplôme de l'Université Duke en 1991 et a poursuivi ses études de doctorat à Duke en 1996. Sa thèse, intitulée Geometry of Conservation Laws for a Class of Parabolic Partial Differential Equations, était supervisée par Robert Bryant (en).

## Prix et distinctions
Elle est lauréate 2018 du prix Burton W. Jones Distinguished Teaching Award, décerné par la section Rocky Mountain de la Mathematical Association of America.
En 1991 elle est lauréate du prix Schafer décerné par l'Association for Women in Mathematics (AWM).